# Richard C. Collins

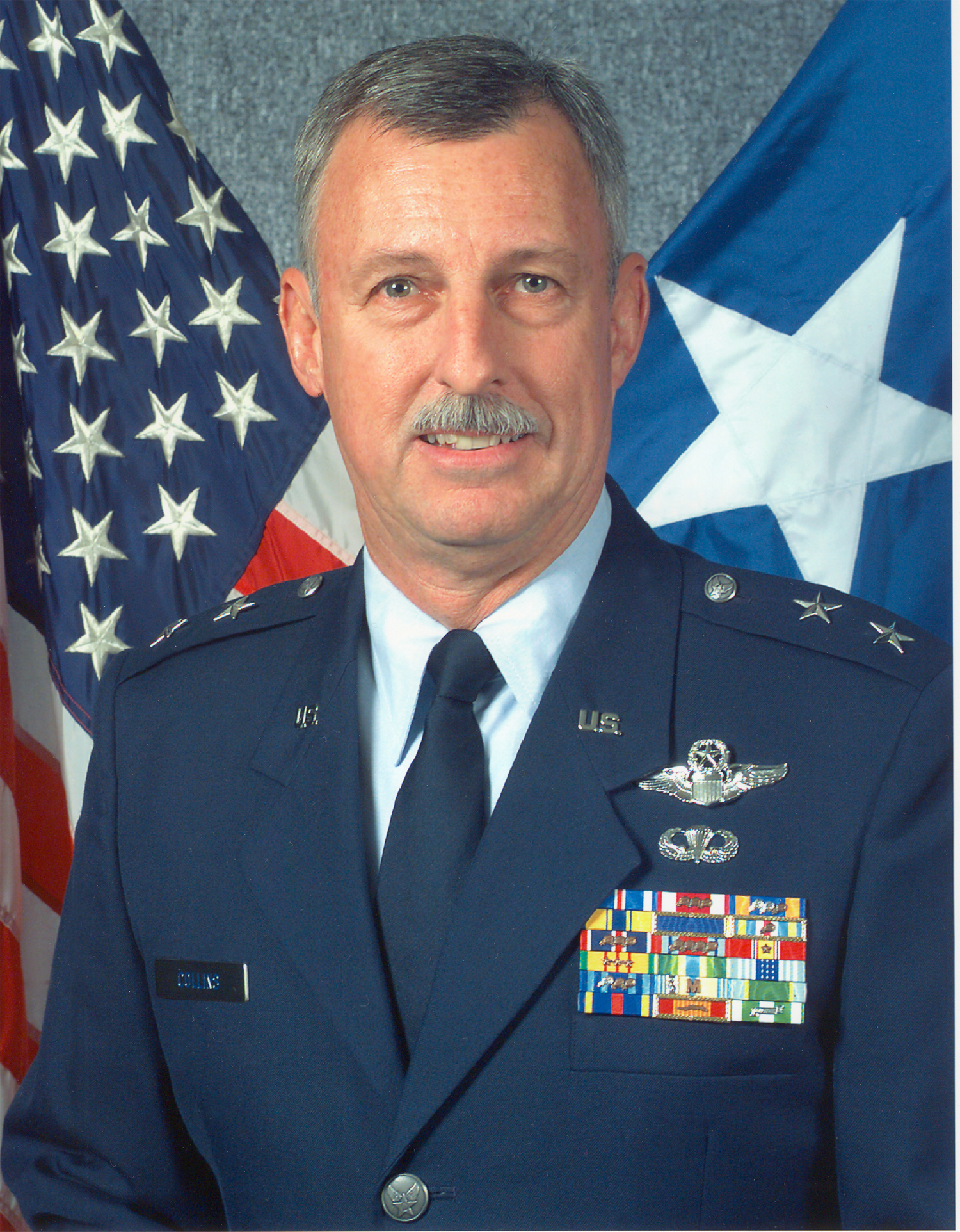
Richard C. Collins (2005)

Richard C. Collins (* um 1947) ist ein pensionierter Generalmajor der United States Air Force. Er war unter anderem Kommandeur der 10. Luftflotte.
Im Jahr 1969 absolvierte er die United States Air Force Academy in Colorado Springs. Nach seiner Graduation wurde er als Leutnant in das Offizierskorps der Air Force aufgenommen. In der Folge durchlief er alle Offiziersgrade vom Leutnant bis zum Zwei-Sterne-General.
Im Lauf seiner militärischen Karriere absolvierte er verschiedene Kurse und Schulungen. Dazu gehörten unter anderem eine Ausbildung zum Kampfpiloten und weitere Fortbildungskurse als Pilot neuer Flugzeugtypen; die Squadron Officer School; das Air Command and Staff College und das Air War College, jeweils über Fernkurse.
In seinen frühen Jahren als Offizier der Luftwaffe war er an verschiedenen Stützpunkten stationiert. Dabei war er als Pilot, Flugausbilder oder Stabsoffizier bei unterschiedlichen Einheiten tätig. Dazwischen absolvierte er die erwähnten Schulungen. Zwischen Juli 1971 und Juli 1972 war er auf der DaNang Air Base in Südvietnam stationiert, wo er als Pilot der 390. Kampfstaffel (390th Tactical Fighter Squadron) im Vietnamkrieg eingesetzt war.
Seit 1980 gehörte er der Reserve der Air Force an und diente fortan in Reserveeinheiten. Zwischen Juli 1991 und Juni 1992 kommandierte er als Oberstleutnant auf der Bergstrom Air Force Base in Texas die 704. Kampfstaffel (704th Tactical Fighter Squadron). In der Folge verblieb er zunächst auf diesem Luftwaffenstützpunkt, wo er bis zum Mai 1994 die dem 924. Kampfgeschwader (924th Fighter Wing) zugeordnete Operation Group kommandierte. Danach war er bis zum April 1996 stellvertretender Kommandeur des 924. Kampfgeschwaders.
Sein nächster Auftrag führte ihn zur March Air Reserve Base in Kalifornien. Zwischen April 1996 und April 1998 kommandierte er dort die 701. Kampfstaffel (701st Combat Operations Squadron). Daran schloss sich eine Versetzung zur Langley Air Force Base in Virginia an. Bis zum September 2000 gehörte er dort der Stabsabteilung für Operationen des Air Combat Commands an. Dort war er für Fragen der Mobilisierung und Mobilmachung zuständig. Die gleiche Funktion übte er in der Folge bei verschiedenen Einheiten und Institutionen der Air Force aus. Dabei handelte es sich im Einzelnen um die 12. Luftflotte auf der Davis-Monthan Air Force Base in Arizona (bis zum August 2002), das Hauptquartier der Air Force in Washington, D.C. bis zum Januar 2003, die 7. Luftflotte auf der Osan Air Base in Südkorea bis zum November 2004 und den Air Education and Training Command auf der Randolph Air Force Base in Texas bis zum Dezember 2005.
Am 24. Dezember 2005 übernahm Richard Collins auf der Naval Air Station Joint Reserve Base Fort Worth in Texas, der vormaligen Carswell Air Force Base, als Nachfolger von Allan R. Poulin das Kommando über die 10. Luftflotte. Dieses Amt bekleidete er bis zum 3. Juni 2007, als er von Thomas R. Coon abgelöst wurde. Anschließend schied er aus dem Militärdienst aus.
Während seiner aktiven Zeit als Militärpilot absolvierte er über 4000 Flugstunden auf verschiedenen Flugzeugtypen.

## Daten der Beförderungen
| Abzeichen | Rang               | Jahr             |
| --------- | ------------------ | ---------------- |
|           | Second Lieutenant  | 4. Juni 1969     |
|           | First Lieutenant   | 4. Dezember 1970 |
|           | Captain            | 4. Juni 1972     |
|           | Major              | 18. Mai 1984     |
|           | Lieutenant Colonel | 14. Juni 1990    |
|           | Colonel            | 1. Mai 1995      |
|           | Brigadier General  | 18. Februar 2000 |
|           | Major General      | 9. Dezember 2002 |

## Orden und Auszeichnungen
Richard Collins erhielt im Lauf seiner militärischen Laufbahn unter anderem folgende Auszeichnungen:
- Distinguished Flying Cross
- Meritorious Service Medal
- Air Medal
- Air Force Commendation Medal
- Presidential Unit Citation
- Air Force Outstanding Unit Award
- Combat Readiness Medal
- National Defense Service Medal
- Vietnam Service Medal
- Gallantry Cross (Südvietnam)
- Vietnam Campaign Medal (Südvietnam)